# بوب بيترسون (كرة سلة)
بوب بيترسون (بالإنجليزية: Bob Peterson)‏ مواليد 25 يناير 1932 في سان ماتيو - الوفاة 30 يوليو 2011، كان لاعب كرة سلة أمريكي. تم اختياره من قبل فريق بالتيمور باليتس خلال الدرافت. بلغ طوله 6 قدم 5 بوصة (2.0 م).

## المسيرة الاحترافية
لعب مع بالتيمور باليتس في سنة 1953، ثم لعب مع أتلانتا هوكس في سنة 1953، ثم لعب مع نيويورك نيكس من سنة 1954 إلى 1956.

## روابط خارجية
- بوب بيترسون على موقع إن بي أي (الإنجليزية)
- بوب بيترسون على موقع سبورتس رفرنس (الإنجليزية)
- بوب بيترسون على موقع كلية كرة السلة في سبورتس رفرنس.كوم (الإنجليزية)
- بوب بيترسون على موقع ريلجم (الإنجليزية)
- بوب بيترسون على موقع بروبوليرز (الإنجليزية)